# Municipio de Chariton (condado de Macon)
El municipio de Chariton (en inglés: Chariton Township) es un municipio ubicado en el condado de Macon en el estado estadounidense de Misuri. En el año 2010 tenía una población de 393 habitantes y una densidad poblacional de 5,08 personas por km².

## Geografía
El municipio de Chariton se encuentra ubicado en las coordenadas 39°39′28″N 92°34′57″O / 39.65778, -92.58250. Según la Oficina del Censo de los Estados Unidos, el municipio tiene una superficie total de 77.37 km², de la cual 74,87 km² corresponden a tierra firme y (3,24 %) 2,51 km² es agua.

## Demografía
Según el censo de 2010, había 393 personas residiendo en el municipio de Chariton. La densidad de población era de 5,08 hab./km². De los 393 habitantes, el municipio de Chariton estaba compuesto por el 99,49 % blancos, el 0,25 % eran afroamericanos y el 0,25 % eran de una mezcla de razas. Del total de la población el 0,25 % eran hispanos o latinos de cualquier raza.